# Hemismittoidea hexaspinosa
Hemismittoidea hexaspinosa är en mossdjursart som först beskrevs av Uttley och Bullivant 1972.  Hemismittoidea hexaspinosa ingår i släktet Hemismittoidea och familjen Smittinidae. Inga underarter finns listade i Catalogue of Life.